# George-Edward Dircă
George-Edward Dircă (n. 26 noiembrie 1980

) este un senator român, ales în 2016. 

## Educație
George Edward Dircă este licențiat în Drept la Universitatea Nicole Titulescu din București, cu specializări ulterioare în "Stiințe penale" și "Politici și Instituții Europene", obținând două diplome de master în cadrul aceleiași universități, Universitatea Nicole Titulescu din București.
Ulterior, în perioada iulie-august 2005, a urmat cursul "Private International Law", la Hague Academy of International Law, Olanda.

## Carieră
George Edward Dircă a fost ales senator în Parlamentul României în anul 2016, urmând ca în octombrie 2018 să fie numit președinte al Comisiei pentru constituționalitate, libertăți civile, monitorizarea executării hotărârilor Curții Europene a Drepturilor Omului.
De asemenea, este membru în Comisia juridică, de numiri, disciplină, imunități și validări, Comisia pentru regulamentul Senatului și Comisia de validare.
Din anul 2007 până în prezent, este avocat la SCA Dircă, Gherbea și Asociații, București.